# Parco nazionale di Saikai
Il parco nazionale di Saikai (西海国立公園?, Saikai Kokuritsu Kōen) è un parco nazionale marino localizzato nella prefettura di Nagasaki nel Kyūshū nord-occidentale, in Giappone. Consiste delle regioni costiere delle penisola di Matsuura, estendendosi verso nord dalla città portuale di Sasebo e abbracciando le isole Kujūku, con oltre 200 isole ad ovest west, la penisola di Hirado più ad ovest e le linee costiere delle isole Gotō all'estremo ovest.

## Storia
Gli sforzi per creare il parco nazionale di Saikai cominciarono nel 1949, per iniziativa dell'allora sindaco di Sasebo Masasuke Nagata. L'area che abbraccia l'attuale parco ricadeva perlopiù dentro il territorio dell'ex distretto navale di Sasebo della Marina imperiale giapponese, ed era considerato una zona strategica nella quale la fotografia era severamente proibita e la visita da parte degli estranei era scoraggiata. Dopo la resa del Giappone e lo scioglimento dell'esercito giapponese, il sindaco Nagata vide le possibilità del turismo per lanciare l'economia locale e presentò una petizione alla Dieta del Giappone, aiutati da studi fatti dalle università Tokyo, Kyoto, Nagasaki e da una campagna promozionale fatta dal giornale Mainichi Shimbun.
La campagna alla fine ebbe successo, e il parco nazionale di Saikai fu istituito il 16 marzo 1955. Fu il 18º parco nazionale ad essere creato in Giappone.

## Geografia e geologia
Questo parco consiste di più di 400 isole, grandi e piccole, incluse Hirado, le isole Kujukushima e le isole Gotō. Hirado conserva i siti storici del suo precedente porto per il commercio estero. Le isole Gotō hanno interessanti insenature e alte scogliere, nonché rare formazioni vulcaniche.

## Flora, fauna ed ecologia
Il parco è apprezzato per la sua bellezza panoramica e come supporto ecologico per i ricchi campi da pesca dell'area. Il clima mite e le correnti calde danno come risultato una vegetazione semitropicale, inclusi alberi di felce.